# Amoroso (muziek)
Amoroso is een Italiaanse muziekterm die aangeeft dat een stuk of passage uitgevoerd dient te worden op een liefdevolle manier. Het heeft in principe alleen invloed op het karakter van de voordracht en niet zozeer op het tempo, dat over het algemeen apart wordt aangegeven of naar eigen goeddunken ingevuld kan worden. Met de aanwijzing wil men vooral een bepaalde emotie uitgedrukt zien worden, in dit geval verliefdheid. De term komt dan ook vooral voor bij stukken die als thema de liefde hebben.